# Чокенарі (Димбовіца)
Чокенарі (рум. Ciocănari) — село у повіті Димбовіца в Румунії. Входить до складу комуни Нікулешть.
Село розташоване на відстані 30 км на північ від Бухареста, 48 км на південний схід від Тирговіште, 110 км на південь від Брашова.

## Населення
За даними перепису населення 2002 року у селі проживали 1333 особи, з них 1331 особа (99,8%) румунів. Рідною мовою 1332 особи (99,9%) назвали румунську.